# Campionati africani di nuoto 2022
La XV edizione dei campionati africani di nuoto (in inglese 15th CANA Swimming & Open Water Championships) si è svolta dal 20 al 25 agosto 2022 a Tunisi in Tunisia.
Le gare di nuoto in corsia si sono svolte dal 20 al 24 agosto 2022 alla Piscina olimpica di Radès, mentre quelle di nuoto di fondo il 25 agosto 2022 a Gammarth, un quartiere a nord della capitale.
Hanno partecipato alle competizioni 29 nazioni.

## Discipline
In programma, complessivamente, si sono svolte 42 gare di nuoto e 2 di nuoto di fondo, per un complessivo di 44 eventi.
| Disciplina     | Masc. | Femm. | Miste | Tot. |
| -------------- | ----- | ----- | ----- | ---- |
| Nuoto          | 20    | 20    | 2     | 42   |
| Nuoto di fondo | 1     | 1     | -     | 2    |
| Totale         | 21    | 21    | 2     | 44   |

## Calendario
- Nuoto: 20-24 agosto 2022
- Nuoto di fondo: 25 agosto 2022

## Paesi partecipanti
- Algeria
- Angola
- Benin
- Botswana
- Burkina Faso
- Burundi
- Capo Verde
- Egitto
- eSwatini
- Gambia
- Ghana
- Guinea
- Madagascar
- Malawi
- Mali
- Mauritius
- Marocco
- Mozambico
- Namibia
- Niger
- Nigeria
- Senegal
- Seychelles
- Sudafrica
- Sudan
- Tanzania
- Tunisia
- Uganda
- Zimbabwe